# Johann Rudolph Zwinger

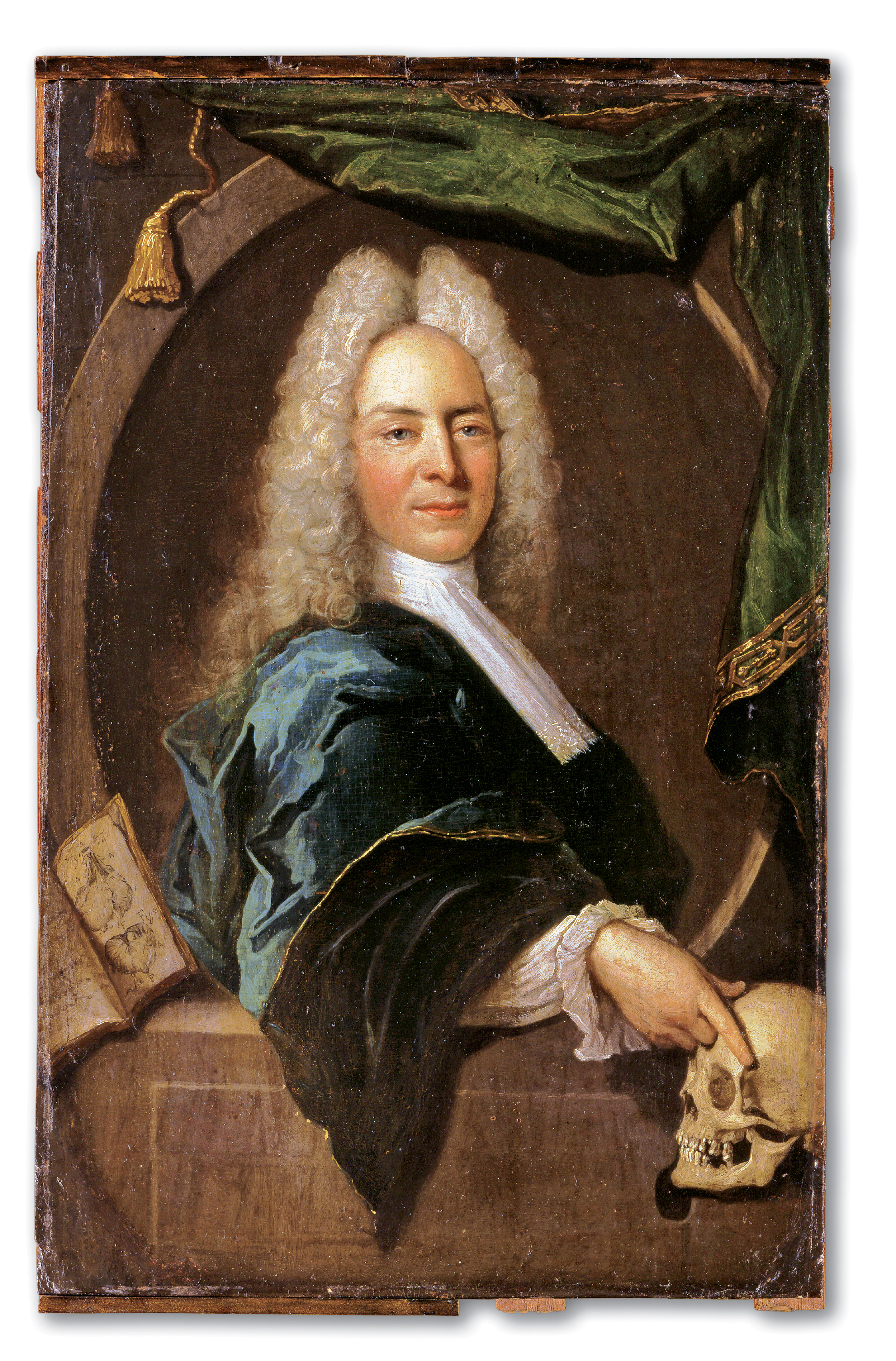
Johann Rudolf Huber: Porträt des Basler Anatomen Johann Rudolf Zwinger, um 1721 (Historisches Museum Basel)

Johann Rudolph Zwinger (* 3. Mai 1692 in Basel; † 31. August 1777 ebenda) war ein Schweizer Anatom.
Sein Vater war der Medizinprofessor und Stadtarzt Theodor Zwinger III. (1658–1724).
Johann Rudolf Zwinger studierte Medizin in Basel und Straßburg. 1710 wurde er promoviert. Er hatte nach neunjähriger Tätigkeit als Professor der Logik von 1721 bis 1724 den Basler Lehrstuhl der Anatomie sowie Botanik und ab 1725 denjenigen für praktische Medizin inne. Er war 1729, 1740 und 1752 Rektor der Universität.
In Basel gründete er die Societas physico-medica Helvetica, die von 1751 bis 1777 die Acta Helvetica (physico-mathematico-anatomico-botanico-medica) herausgab. Am 11. November 1723 wurde Johann Rudolph Zwinger mit dem akademischen Beinamen Avicenna II. zum Mitglied (Matrikel-Nr. 365) der Leopoldina gewählt.

## Schriften (Auswahl)
- Speculum Hippocraticum. 1747.